# دیو ریچاردز (بازیکن فوتبال)
دیو ریچاردز (انگلیسی: Dave Richards؛ زادهٔ ۳۱ دسامبر ۱۹۹۳) بازیکن فوتبال اهل بریتانیا است.
از باشگاه‌هایی که در آن بازی کرده‌است می‌توان به باشگاه فوتبال بریستول سیتی اشاره کرد.